# Jack Finney
Walter Braden "Jack" Finney (tên khai sinh John Finney, 2 tháng 10 năm 1911 – 14 tháng 11 năm 1995) là một nhà văn người Mỹ. Các tác phẩm nổi tiếng nhất của ông thuộc thể loại khoa học viễn tưởng và giật gân, bao gồm The Body Snatchers và Time and Again. Cuốn trước là cơ sở cho bộ phim năm 1956 Invasion of the Body Snatchers và các phiên bản làm lại của nó.

## Tiểu sử
Finney chào đời ở Milwaukee, Wisconsin, và được đặt tên là John Finney. Sau khi cha ông qua đời khi ông mới ba tuổi, ông được đổi tên thành Walter Braden Finney để vinh danh cha mình, nhưng ông vẫn tiếp tục được gọi là "Jack" trong suốt phần đời còn lại. Ông theo học trường Đại học Knox ở Galesburg, Illinois, tốt nghiệp năm 1934. Ông kết hôn với Marguerite Guest, và họ có hai con, Kenneth và Marguerite. Sau khi sống ở thành phố New York và làm việc cho một công ty quảng cáo ở đó, ông cùng gia đình dọn đến sống tại California vào đầu những năm 1950. Ông trải qua phần lớn thời gian cuối đời sống ở Mill Valley, California, và chết vì viêm phổi và khí phế thũng tại Greenbrae, California, ở tuổi 84.

## Sự nghiệp sáng tác
Bài báo đầu tiên của Finney, "Someone Who Knows Told Me …", được xuất bản trên tạp chí Cosmopolitan số tháng 12 năm 1943, phản ánh thông điệp của chiến dịch "Loose Lips Sink Ships" (vạ miệng hại thân) của Cục Thông tin Chiến tranh (OWI) trong Thế chiến II. Là một người viết quảng cáo, đang làm phần việc của mình, hướng về quê nhà rằng những lời nhận xét bất cẩn của những công dân yêu nước khác có thể tiếp tay cho các đặc vụ của kẻ thù, dẫn đến cái chết của quân nhân Mỹ.
Câu chuyện của ông "The Widow's Walk" đã giành chiến thắng trong một cuộc thi được tài trợ bởi tạp chí Ellery Queen's Mystery Magazine vào năm 1946. Cuốn tiểu thuyết đầu tiên của ông, 5 Against the House, được xuất bản năm 1954. Nó được chuyển thể thành phim vào năm sau.
Cuốn tiểu thuyết The Body Snatchers (1955) của Finney là nền tảng cho bộ phim năm 1956 Invasion of the Body Snatchers (và bản làm lại của nó).
Một cuốn tiểu thuyết khác, Assault on a Queen (1959), được dựng thành phim Assault on a Queen với Frank Sinatra trong vai một thủ lĩnh của một băng đảng kéo theo một vụ cướp táo bạo tàu RMS Queen Mary.
Thành công lớn nhất của Finney đến với quyển tiểu thuyết khoa học viễn tưởng Time and Again (1970). Nó liên quan đến du hành thời gian về quá khứ, một chủ đề mà ông đã từng thử nghiệm trước đây trong những truyện ngắn của mình. Nhân vật chính, Simon Morley, đang làm việc trong ngành quảng cáo tại thành phố New York khi anh ta được tuyển dụng vào một dự án bí mật của chính phủ để thực hiện du hành thời gian. Thay vì sử dụng một cỗ máy vật lý, những người tham gia đắm mình vào lịch sử và văn hóa của một thời gian và địa điểm cụ thể, sau đó đi đến đó thông qua thôi miên hoặc tự thôi miên. Morley tới thành phố New York năm 1882. Cuốn tiểu thuyết nổi bật lên chính là bức tranh sống động và chi tiết về cuộc sống ở thành phố lúc bấy giờ của Finney và về nghệ thuật và những bức ảnh được cho là của Morley qua những trải nghiệm của anh, được tái hiện trên những trang giấy của cuốn tiểu thuyết. Morley nhìn thấy nhiều di tích lịch sử thực tế, một số hiện đã biến mất (ví dụ, bưu điện, cho đến năm 1939, đứng ở phía nam của Công viên Tòa thị chính) và một số vẫn còn tồn tại (ví dụ, Thánh đường St. Patrick, sau đó là tòa nhà cao nhất trong khu phố Fifth Avenue của New York).
Năm 1987, Finney đã được trao Giải thưởng Thế giới Kỳ ảo về Thành tựu Trọn đời trong Hội nghị Thế giới Kỳ ảo, được tổ chức tại Nashville, Tennessee.
Câu chuyện của Finney "Such Interesting Neighbors" (Collier's, ngày 6 tháng 1 năm 1951) là cơ sở cho tập phim thứ hai của Science Fiction Theatre, mang tên "Time Is Just a Place". Nó được phát sóng lần đầu tiên vào ngày 16 tháng 4 năm 1955. Hai diễn viên đóng chung là Don DeFore và Warren Stevens. Về sau, câu chuyện xuất hiện như một tập của loạt tuyển tập do Steven Spielberg tạo ra gọi là Amazing Stories, với sự tham gia diễn xuất của Adam Ant và Marcia Strassman. Phiên bản của Spielberg được phát sóng lần đầu tiên vào ngày 20 tháng 3 năm 1987.
Năm 1995, hai mươi lăm năm sau Time and Again, Finney đã xuất bản phần tiếp theo có tên From Time to Time kể về những cuộc phiêu lưu tiếp theo của Morley, lần này tập trung vào Manhattan năm 1912. Finney qua đời ở tuổi 84 không lâu sau khi hoàn thành tác phẩm này.
Bộ phim truyền hình năm 1998 The Love Letter, với sự tham gia diễn xuất của Campbell Scott và Jennifer Jason Leigh, dựa trên truyện ngắn cùng tên của Finney, xuất hiện trên tờ The Saturday Evening Post vào năm 1959.
The Third Level, ấn phẩm khoa học viễn tưởng và kỳ ảo của Đại học Knox, được đặt tên theo truyện ngắn "The Third Level" của Finney, được xuất bản trên tạp chí The Magazine of Fantasy & Science Fiction vào tháng 10 năm 1952.

## Tác phẩm

### Truyện ngắn
- "Someone Who Knows Told Me …", Cosmopolitan (phi hư cấu) (Tháng 12, 1943)
- "The Widow's Walk", Ellery Queen's Mystery Magazine (Tháng 7, 1947)
- "Manhattan Idyl", Collier's (Tháng 4, 1947)
- "I'm Mad at You", Collier's (Tháng 12, 1947)
- "Breakfast in Bed", Collier's (Tháng 5, 1948)
- "It Wouldn't Be Fair", Collier's (Tháng 8, 1948) - Cũng được xuất bản trong tạp chí Ellery Queen's Mystery Magazine
- "You Haven't Changes a Bit", Colliers (Tháng 4, 1949)
- "The Little Courtesies", Collier's (Tháng 6, 1949)
- "A Dash of Spring", Cosmopolitan (Tháng 6, 1949)
- "Week-end genius", Colliers (Tháng 5, 1950)
- "I Like It This Way", Collier's (Tháng 6, 1950)
- "My Cigarette Loves Your Cigarette", Collier's (Tháng 9, 1950)
- "Such Interesting Neighbors", Collier's (Tháng 1, 1951)
- "One Man Show", Collier's (Tháng 6, 1951)
- "I'm Scared", Collier's (Tháng 9, 1951)
- "It Wouldn't be Fair", Ellery Queen's Mystery Magazine (Tháng 11, 1951)
- "Obituary" (co-written with C.J. Durban), Collier's (Tháng 2, 1952)
- "The Third Level", The Magazine of Fantasy & Science Fiction (Tháng 10, 1952)
- "Quit Zoomin' Those Hands Through the Air", The Magazine of Fantasy & Science Fiction (Tháng 12, 1952)
- "Of Missing Persons" (1955)
- "Man of Confidence", Good Housekeeping (Tháng 9, 1955)
- "Second Chance", Good Housekeeping (Tháng 4, 1956)
- "Contents of the Dead Man's Pocket", Good Housekeeping (Tháng 6, 1956)
- "The Love Letter", Saturday Evening Post (1 tháng 8 năm 1959) [Cũng được xuất bản lại vào số ra tháng 1/tháng 2 năm 1988 của tờ Saturday Evening Post]
- "The U-19’s Last Kill", Saturday Evening Post (loạt truyện sáu phần, bắt đầu từ ngày 22 tháng 8 năm 1959 và kết thúc vào ngày 26 tháng 9 năm 1959)
- "The Other Wife" (còn gọi là "The Coin Collector"), Saturday Evening Post (30 tháng 1 năm 1960)
- "An Old Tune" (còn gọi là "Home Alone"), McCall's (Tháng 10, 1961)
- "Old Enough for Love", McCall's (Tháng 5, 1962)
- "The Sunny Side of the Street", McCall's (Tháng 10, 1962)
- "Time Has No Boundaries" (còn gọi là "The Face in the Photo"), Saturday Evening Post (13 tháng 10 năm 1962)
- Hey, Look at Me! (1962)
- Lunch Hour Magic (1962)
- Where the Cluetts Are (1962)

### Tiểu thuyết
- 5 Against the House (1954)
- The Body Snatchers (1955)
- The House of Numbers (1957) (về phim, xem House of Numbers)
- Assault on a Queen (1959)
- Good Neighbor Sam (1963)
- The Woodrow Wilson Dime (1968)
- Time and Again (1970)
- Marion's Wall (1973)
- The Night People (1977)
- From Time to Time (1995)

### Sưu tập
- The Third Level (1957) (tập truyện ngắn), ở Anh đổi thành The Clock of Time (1958)
- I Love Galesburg in the Springtime (1963) (tập truyện ngắn)
- Forgotten News: The Crime of the Century and Other Lost Stories (1983) (Phi hư cấu)
- About Time (1986) (tập truyện ngắn, một tập hợp chỉ gồm những câu chuyện thời gian từ The Third Level và I Love Galesburg in the Springtime)
- Three by Finney (1987) (một phiên bản giá hạ của The Woodrow Wilson Dime, Marion's Wall, và The Night People)

### Kịch
- Telephone Roulette: A Comedy in One Act (1956)
- This Winter's Hobby: A Play (1966)

### Phim dựa trên tác phẩm của Finney
- 5 Against the House (phim năm 1955 của Phil Karlson với sự tham gia diễn xuất của Guy Madison, Kim Novak, và Brian Keith)
- Invasion of the Body Snatchers (phim năm 1956)
- House of Numbers (phim đen năm 1957 của Russell Rouse với sự tham gia diễn xuất của Jack Palance)
- Good Neighbor Sam (phim năm 1964 của David Swift với sự tham gia diễn xuất của Jack Lemmon, Romy Schneider, và Dorothy Provine)
- Assault on a Queen (phim năm 1966 của Jack Donohue dựa theo truyện The U-19's Last Kill với sự tham gia diễn xuất của Frank Sinatra, Virna Lisi, và Anthony Franciosa)
- Invasion of the Body Snatchers (bản làm lại năm 1978)
- Maxie (phim năm 1985 của Paul Aaron với sự tham gia diễn xuất của Glenn Close, Mandy Patinkin, và Ruth Gordon; dựa theo truyện Marion's Wall)
- Body Snatchers (bản làm lại năm 1993 của Invasion of the Body Snatchers)
- The Love Letter (phim nhiều tập năm 1998 của Dan Curtis với sự tham gia diễn xuất của Campbell Scott, Jennifer Jason Leigh, David Dukes, và Estelle Parsons; dựa trên câu chuyện cùng tên)
- The Invasion (bản làm lại năm 2007 của Invasion of the Body Snatchers)

Bộ phim năm 1980, Somewhere in Time, dựa trên cuốn tiểu thuyết Bid Time Return, của Richard Matheson, nhưng đã sử dụng cùng loại kỹ thuật du hành thời gian từng được Finney mô tả trong cuốn Time and Again và About Time. Giáo sư đại học mô tả kỹ thuật du hành thời gian này cũng được đặt tên là Finney theo tên tác giả.